# Танія

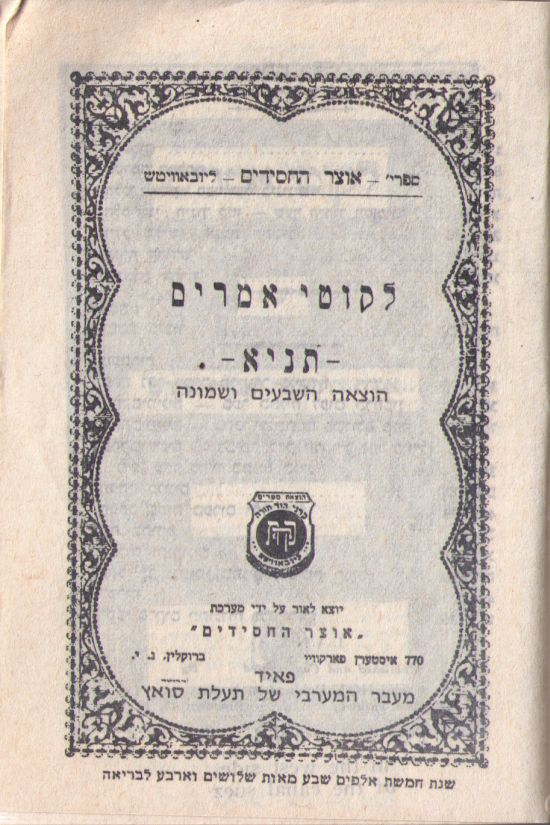
Титульна сторінка Танії

Танія (івр. תניא: «цього навчали»), або Лікутей Амарім (івр. ליקוטי אמרים: збірник висловлювань) — основоположна книга з хасидизму, головне творіння Старого Ребе, рабі Шнеура-Залмана (1746–1813), — сприймається як наріжний камінь філософії Хабад та підходу Хабад до Хасидського містицизму, визначаючи його загальну інтерпретацію і метод. Уся подальша література руху Хабад за авторством наступників ґрунтується на підході Танії. Хабад відрізняється від «традиційного хасидизму» насамперед філософським дослідженням та інтелектуальним аналізом при тлумаченні хасидської Тори. Наголос саме на розумі як шляху до інтерналізації містичного духовного екстазу Хасидів (емоційного завзяття, буквально — розщеплення), контрастує із творчим ентузіазмом щодо віри, притаманним традиційному хасидизму. Внаслідок цього, хабадські твори характеризує систематична інтелектуальна структура, в той час як інші класичні тексти традиційного хасидського містицизму є змістовно більш збірними та неоднорідними.

## Передумови Хабаду
Танія розглядає питання єврейської духовності, психології та теології з точки зору Хасидської філософії і її інтерпретацій кабали (єврейського містицизму). Вона пропонує пораду для кожної особи щодо того, як служити богу у повсякденному житті.

## Значення книги
Книга складається з декількох трактатів, перший з яких називається «Книга середніх» (тобто людей, що займають проміжний стан між святими та злодіями), за ним йдуть: «Брама єдності та віри», «Послання про покаяння», «Святе послання» та «Заключний трактат».
Любавицький Ребе Менахем Мендл Шнеєрсон називає Танію «Письмовою Торою хасидизму». За двісті років після її написання книга була перевидана більше п'яти тисяч разів (наприкінці кожного видання книги Танія є, як правило, список місць, де вона була надрукована).
Попередній Любавицький Ребе, рабі Йосиф Іцхак Шнеєрсон, встановив звичай щоденного вивчення уроку Танії. Любавицький Ребе Менахем Мендел Шнеєрсон відносить цей урок до одного з «трьох уроків, однакових для кожної душі», і в багатьох своїх листах закликав поважати ці уроки (щоденний розділ Тори, Тегілім, і Танії).